# Schafbergbahn (Gargellen)

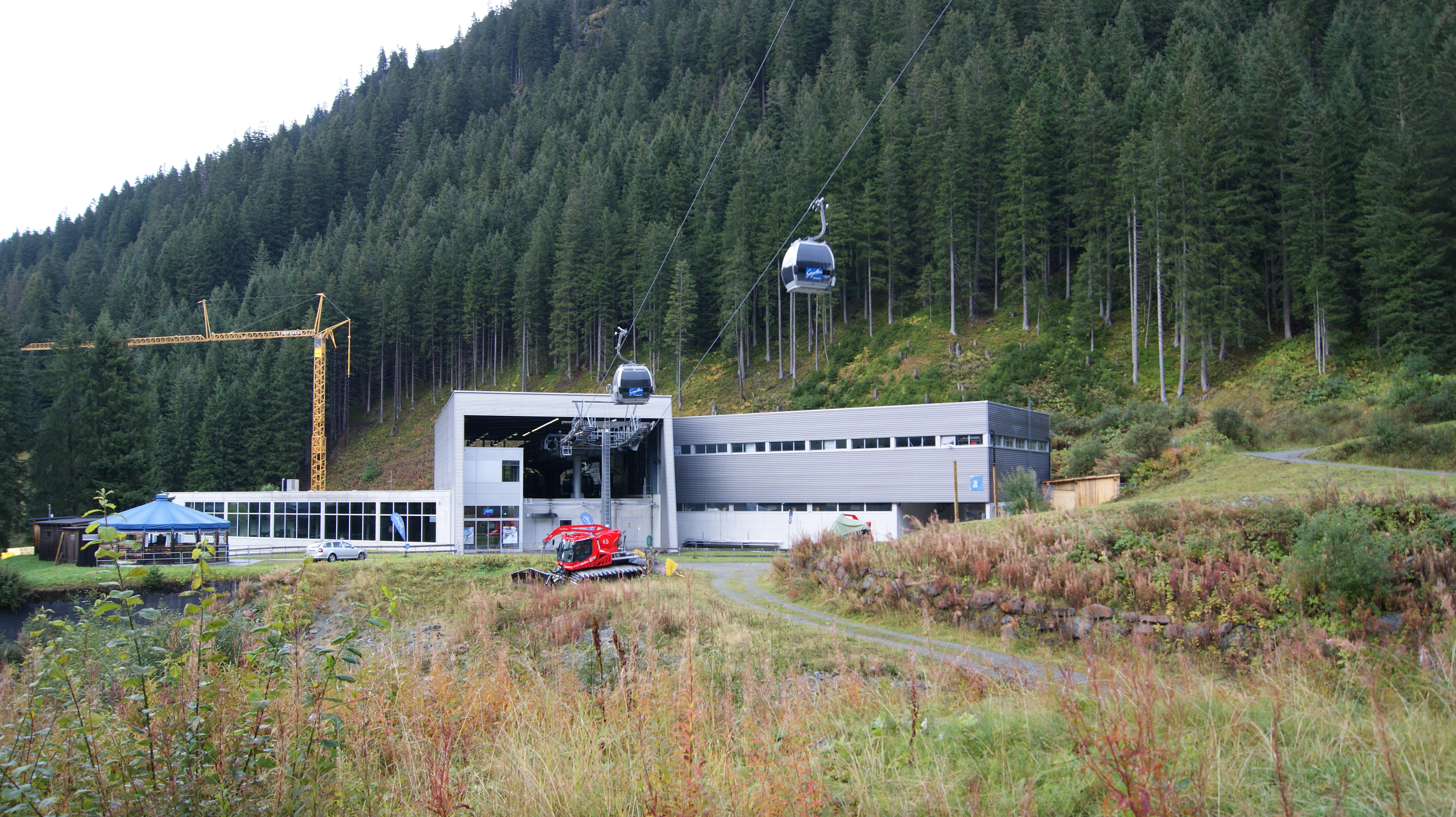
Talstation der Schafbergbahn in Gargellen

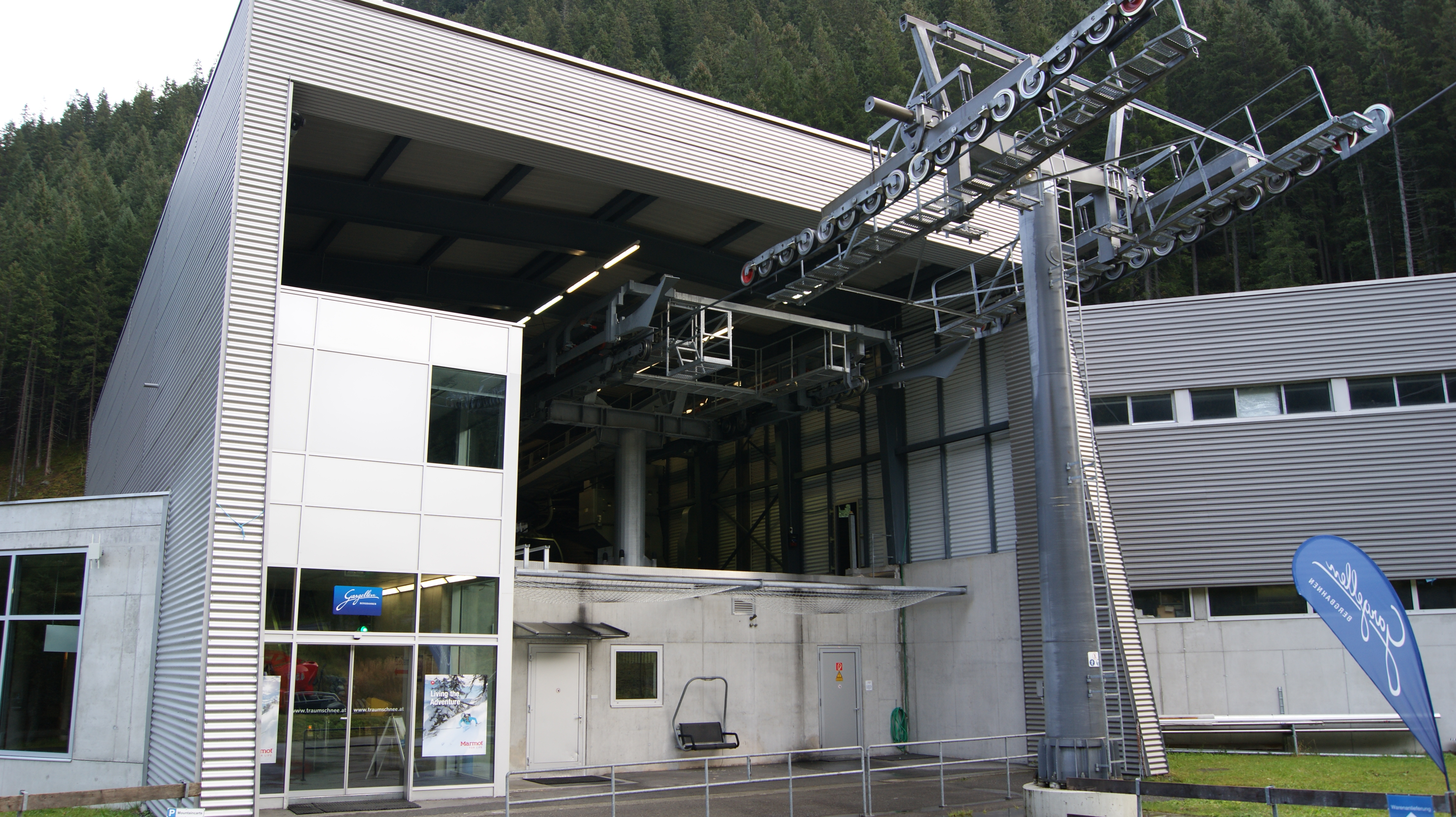
Talstation der Schafbergbahn in Gargellen

Die Schafbergbahn ist eine Luftseilbahn (kuppelbare Einseilumlaufbahn – MGD) mit Gondeln für je acht Personen im österreichischen Bundesland Vorarlberg und befindet sich am Ortsende der Gemeinde Gargellen.
Sie verbindet eine Talstation auf 1438 m ü. A. in der Parzelle Kälberboda mit der Bergstation in der Parzelle Schofberghüsli auf 2126 m ü. A. Die Anlage befindet sich im Besitz der Gargellner Bergbahnen GmbH & Co KG.

## Geschichte
1951/1952 wurde das erste Teilstück der Seilbahn auf den Schafberg, ein 1-er Sessellift, gebaut und 1952 eröffnet. 1964/1965 wurde die zweite Sektion gebaut und im März 1965 eröffnet (400 P/h). Die Anlage wurde mehrfach erweitert und umgebaut bzw. verlängert. So wurde die erste Sektion 1971 durch einen Doppelsessellift ersetzt (1440 P/h) und 1975 parallel zur zweiten Sektion ein Doppelsessellift gebaut (1250 P/h).

## Technische Daten der Anlage
Die bestehende kuppelbare 8-er Umlaufbahn wurde 1999 von Doppelmayr in Wolfurt errichtet und in Betrieb genommen.
- Seilhöhe in der Talstation: 1438,4 m
- Seilhöhe in der Bergstation: 2126,41 m
- Höhenunterschied: 688 m
- Betriebslänge (waagrechte Länge): 2035 m
- Betriebslänge (schräge Länge): 2148 m
- Seilhersteller: Austria Draht
- Förderseildurchmesser: 45 mm
- Stützen: 12
- Spurweite: 5,5 m
- Spanneinrichtung: Bergstation (hydraulisch)
- Hauptantrieb: elektrisch
- Notantrieb: Dieselmotor (hydrostatisch)
- Antriebsstation: Talstation
- Antriebsleistung (Betrieb): 938 kW
- mittlere Neigung: 33,80 %
- größte Neigung: 60,47 %
- Fahrbetriebsmittel (Kabinen von CWA): 58
- Fassungsvermögen Fahrbetriebsmittel: 8 Personen (OMEGA III-8)
- Nennfahrgeschwindigkeit 6 m/s
- Fahrtrichtung: gegen den Uhrzeigersinn
- Fahrtzeit: ca. 6 Minuten
- größte Förderleistung je Stunde und Richtung: 1999 Personen.

## Sportausübung

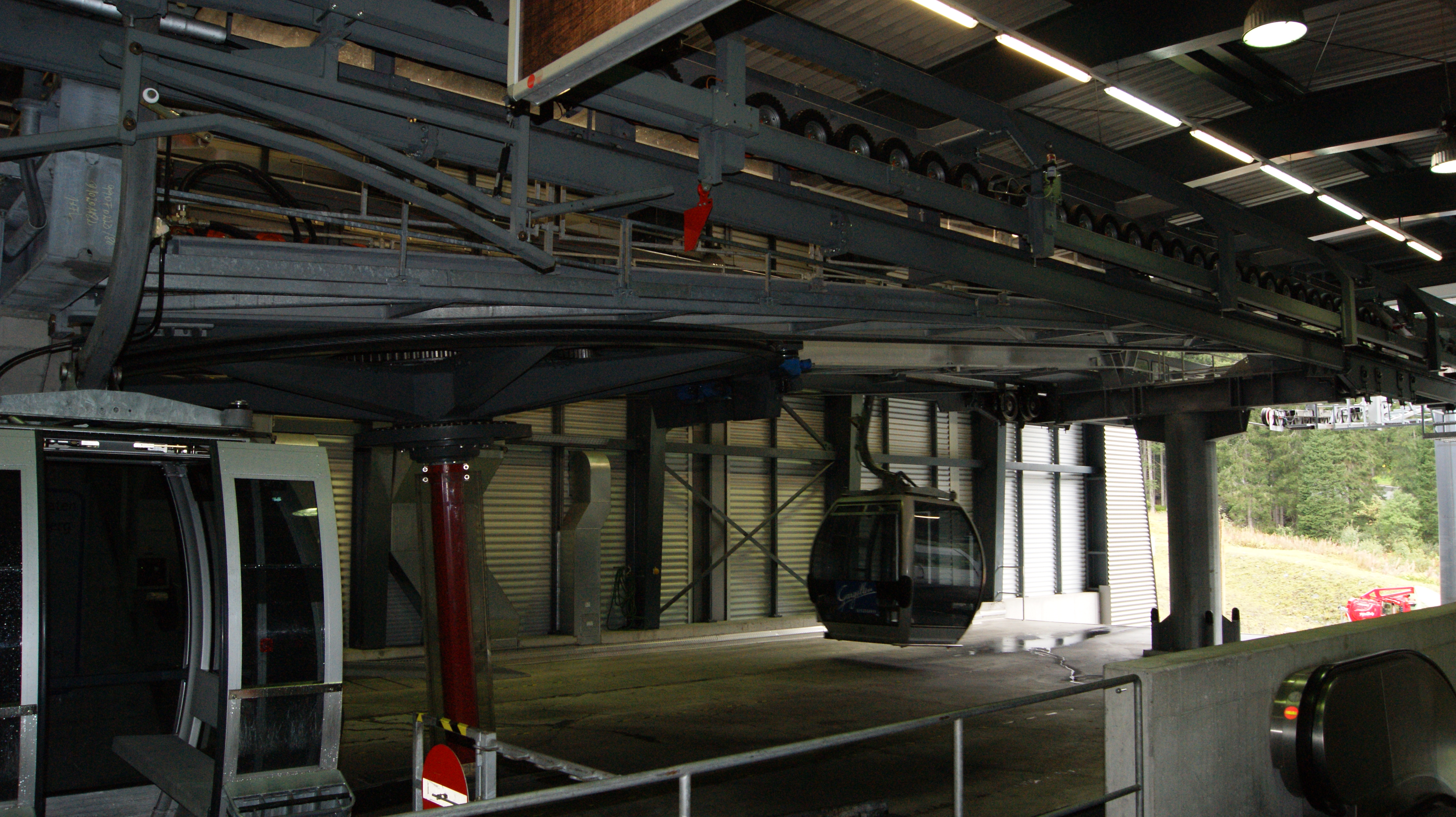
Einstieg bei der Talstation Schafbergbahn

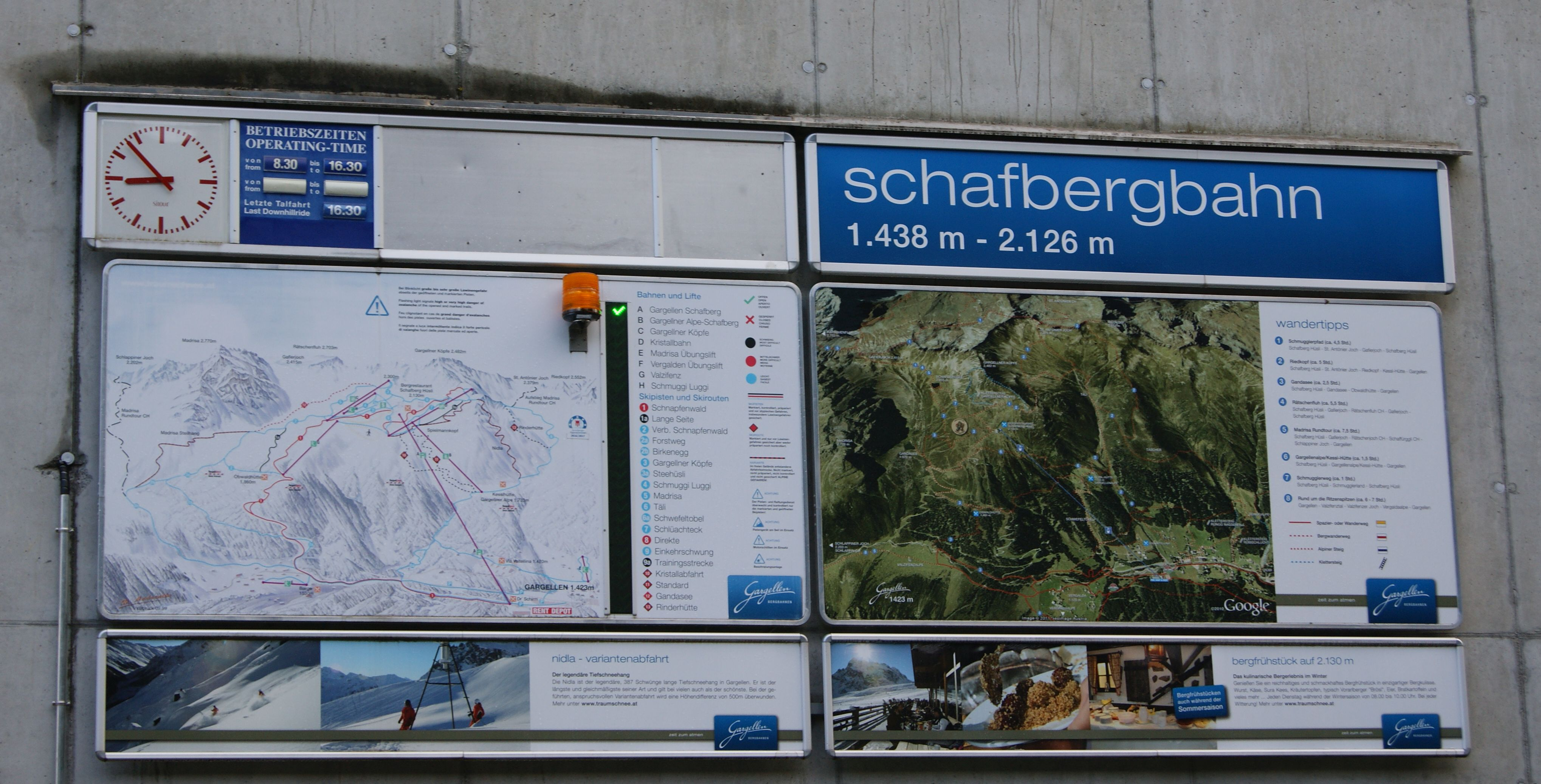
Übersicht Pistenplan und Wandermöglichkeiten

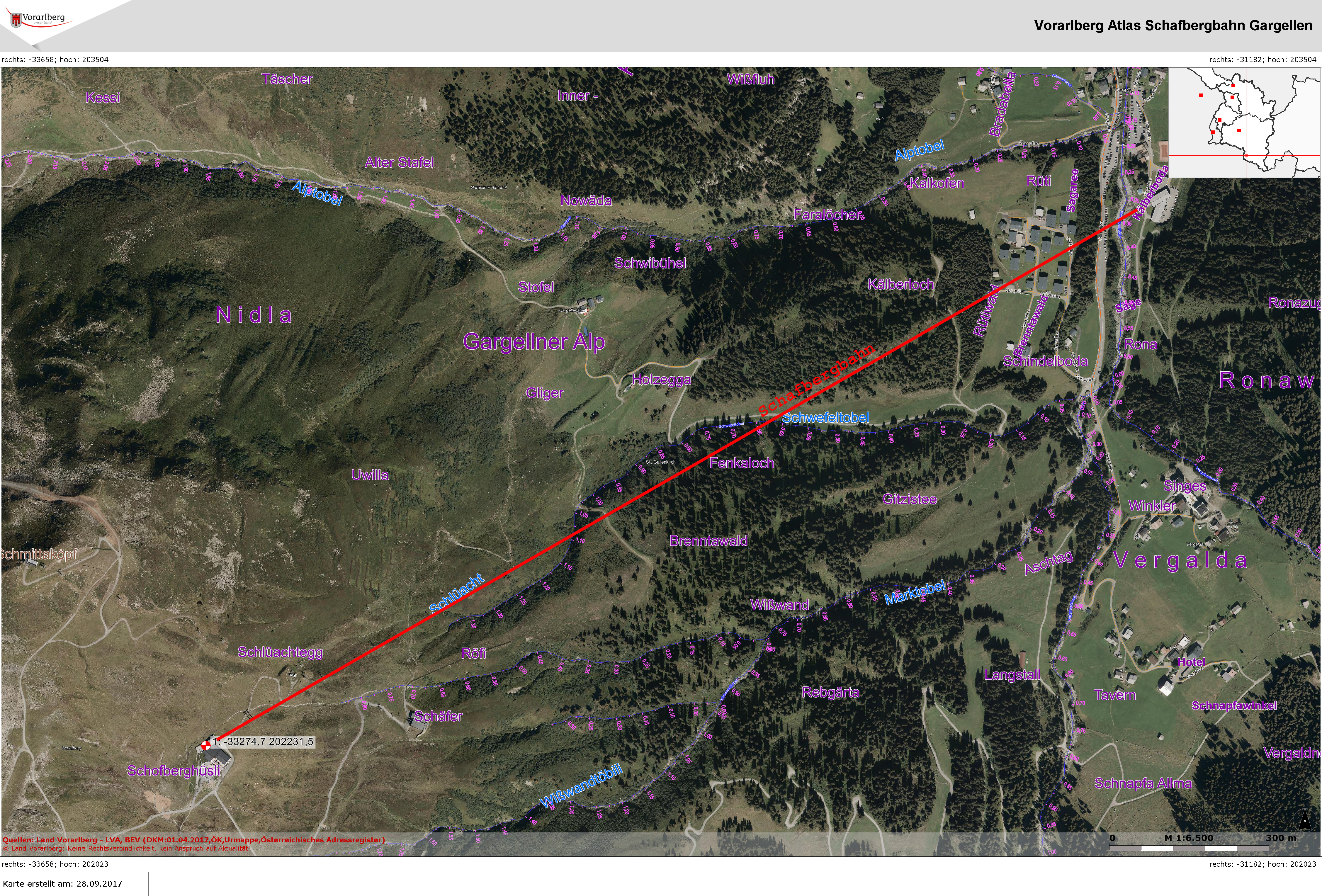
Luftbild des Skigebiets / Wandergebiets

### Skifahren
Das Skigebiet Gargellen gehört zur Skiregion Montafon und weist über 30 präparierte und überwachte Pistenkilometer auf, wobei der Großteil der Pisten als leicht (blau) bis mittelschwer (rot) eingestuft sind. Ein Teil der Piste wird künstlich beschneit. Neben der Schafbergbahn bestehen im Skigebiet noch drei Sessellifte bzw. Sesselbahnen und vier Schlepplifte. Drei Sesselbahnen / -lifte und zwei Schlepplifte befinden sich direkt mit der Schafbergbahn in einem  Skigebiet. Zwei Schlepplifte sind Übungslifte außerhalb des engeren Skigebiets (Vergalden Übungslift und Madrisa Übungslift).

### Wandern
Vielfältige Wandermöglichkeiten im Sommer sind vorhanden, z. B. auf den Riedkopf, zum Gandasee, zur Rätschenfluh, Madrisa oder Ritzenspitzen. Im Winter Schneeschuhwandern und Skitouren im und durch das Valzifenztal.

### Mountaincarts
Von der Bergstation der Schafbergbahn ist eine Abfahrt mit sogenannten Mountaincarts möglich. Mit diesen dreirädrigen Fahrzeugen wird entlang eines Forstwegs bis hinunter zur Talstation gefahren.